# Уайт, Чарли
Чарли Уайт (англ. Charlie White; род. 24 октября 1987 года) — американский фигурист, выступающий в танцах на льду с партнёршей Мэрил Дэвис. Чарли — самый титулованный танцор в истории американских танцев на льду. С Мэрил они —  олимпийские чемпионы зимних Олимпийских игр 2014 года в личных соревнованиях, серебряные призёры зимних Олимпийских игр 2010 года, бронзовые призёры Олимпийских игр 2014 года в командных соревнованиях, первые в истории США двукратные чемпионы мира в танцах на льду (2011, 2013), первые в истории танцев на льду пятикратные победители финалов Гран-при (2009-2013), трёхкратные  чемпионы четырёх континентов (2009, 2011, 2013) и шестикратные  чемпионы США (2009-2014). По состоянию на февраль 2014 года занимают 1-е место в рейтинге Международного союза конькобежцев (ИСУ).
Дэвис и Уайт объединились в 1997 году, и в настоящее время они являются самой продолжительной танцевальной командой в Соединенных Штатах. Они являются первыми американскими танцорами на льду, которые выиграли титул чемпиона мира, а также первыми американцами, которые стали Олимпийскими Чемпионами в танцах на льду. В 2006 году на NHK Trophy, они стали первой танцевальной командой, получившей в произвольном танце четвертые уровни на всех своих элементах.
В 2010 году пара была удостоена премии «Рамсей Трофи», которая вручается фигуристам за выдающиеся спортивные достижения с 1961 года и названа в честь Дуга Рамсея — чемпиона США среди юниоров, погибшего в авиакатастрофе в 1961 году.

## Личная жизнь
Чарли Уайт родился в пригороде Детройта в Ройал-Ок, штат Мичиган, в семье Джекки и Чарли Уайта-старшего. Он учился в школе Роупер в Бирмингеме, штат Мичиган. Уайт окончил школу в 2005 году. Позднее он поступил в Мичиганский университет, где изучал политологию.
В детстве Чарли занимался хоккеем и помог своей команде в чемпионате штата. У него астма.
25 апреля 2015 года он женился на Танит Белбин, которая тоже выступала в танцах на льду.

## Карьера

### Ранние годы
Чарли начал кататься на коньках в пять лет. Он начал танцевать на льду, когда ему было семь лет по совету тренера, который надеялся, что это сгладит катание Уайта.  Долгое время он совмещал танцевальную карьеру с соревнованиями в одиночном разряде. В одиночном катании, он выиграл бронзовую медаль на чемпионате США 2004 года на уровне новисов и участвовал в международных соревнованиях на юниорском уровне. В 2004 году он принял участие на домашнем юниорском этапе Гран-при, став седьмым. После сезона 2005–2006 он бросил кататься в мужском одиночном разряде, чтобы сосредоточиться на танцах на льду.
В 1997 году Сет Чафетц поставил Чарли Уайта в пару с Мэрил Дэвис. Они поняли, что это правильно с первой секунды и пара стала тренироваться в Детройте. В 2009 году Дэвис сказала: «Наши родители - лучшие друзья. Мы выросли вместе и так хорошо знаем друг друга».
В сезонах 1999/2000 и 2000/2001 они были шестыми в категории новисов. В следующем году они выиграли серебряную медаль в той же категории, а затем перешли на юниорский уровень.
В сентябре 2002 года пара дебютировала в юниорской серии Гран-при. Они заняли шестое место в Сербии, а через месяц Мэрил и Чарли стали восьмыми в Германии. На чемпионате США среди юниоров дуэт занял седьмое место. В сезоне 2003/2004 они становятся четвёртыми на двух своих этапах Гран-при. На национальном чемпионате Дэвис и Уайт впервые попадают на пьедестал почёта, став серебряными призёрами соревнований. Благодаря этому результату, они попали на чемпионат мира среди юниоров, где заняли тринадцатое место. В следующем сезоне пара впервые выигрывает медали этапов Гран-при, став третьими в Сербии и Румынии, но из-за травмы лодыжки, которую Чарли получил во время игры в хоккей, остаток сезона им пришлось пропустить.

### 2005/2006: последний юниорский сезон
Новый сезон пара начала в новой тренерской группе. Теперь они тренировались под руководством Марины Зуевой и Игоря Шпильбанда. Первым стартом в сезоне стал юниорский этап Гран-при в Андорре, где они стали вторыми. Через пару недель Мэрил и Чарли впервые выиграли юниорский этап Гран-при, одержав победу в Болгарии. В финале они завоевали серебряные медали, уступив 7,62 балла канадцам Тессе Вертью и Скотту Моиру, которые тренировались с ними в одной группе.
На чемпионат США среди юниоров 2006 года они впервые стали чемпионами, опередив ближайших преследователей на 18 баллов . Заключительным стартом в сезоне стал чемпионат мира среди юниоров, который прошёл в Любляне. Американские фигуристы выиграли бронзовые медали, уступив чуть больше 5 баллов канадцам Вертью / Моир - паре, которая через пару лет будет их главными конкурентами на взрослом уровне.

### 2006/2007: дебют на взрослом уровне

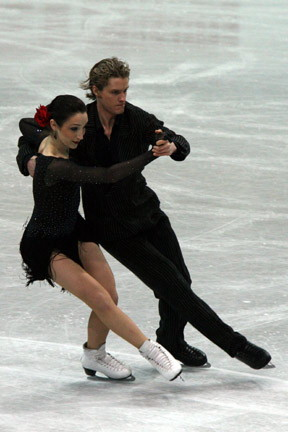
Дэвис и Уайт на чемпионате мире 2008

Сезон 2006/2007 стал для них первым сезоном на взрослом уровне. Они получили два этапа взрослой серии Гран-при: Skate Canada и NHK Trophy 2006. В в Канаде они заняли четвёртое место, при этом после обязательного танца они были всего лишь восьмыми. На NHK Trophy, они стали первой танцевальной парой, получившей в произвольном танце четвертые уровни на всех своих элементах.
На чемпионате США они завоевали бронзовые медали, впервые в карьере попав на пьедестал национального чемпионата. Через месяц они отправились на дебютный чемпионат четырёх континентов, где остановились в шаге от пьедестала, уступив в борьбе за бронзу канадцам Вертью и Моиру 5,20 балла. На первом взрослом чемпионате мире Дэвис и Уайт стали седьмыми, став по итогу турнира второй парой в своей сборной.

### 2007/2008
Следующий сезон американская пара начала на домашнем этапе серии Гран-при Skate America 2007, по итогам которого они заняли четвёртое место. На этапе во  Франции Мэрил и Чарли завоевали свою первую медаль на взрослых этапах Гран-при, выиграв бронзу.
После этапов Гран-при они обновили свой произвольный танец Eleanor Rigby. Обновлённую версию произвольного танца они представили на чемпионате США, на котором они выиграли серебряную медаль, поднявшись на одно место выше, чем в предыдущем сезоне. В оригинальном танце пара выиграла оценку за технику, обойдя даже лидеров сборной Танит Белбин и Бенджамина Агосто. Затем они стали серебряными призёрами на чемпионате четырёх континентов, уступив Вертью и Моиру во всех трёх танцах. Для них это была первая медаль на таком уровне. На своём втором чемпионате мира, который проходил в Швеции пара заняла шестое место, поднявшись на одну позицию вверх по сравнению с прошлым годом.

### 2008/2009: первые победы на чемпионатах ISU
Новый сезон пара начала успешно. Они одержали свою первую победу на взрослых этапах Гран-при, став победителями Skate Canada. На Cup of Russia американская пара плохо выступила в оригинальном танце. Чарли упал два раза и допустил ошибку на твизлах, из-за этого пара набрала самую низкую техническую оценку, но за счёт более успешных прокатов в обязательном и произвольном танце американцам удалось подняться на пьедестал почёта, став третьими по итогам турнира. Благодаря этим результатам Мэрил и Чарли впервые в своей карьере отобрались в финал Гран-при, где стали пятыми в оригинальном танце, третьими в произвольном и третьими по сумме двух программ.
На чемпионате США 2009 года, они, в отсутствие лидеров национальной сборной Танит Белбин и Бенжамина Агосто, впервые в карьере стали чемпионами своей страны. Ближайших преследователей Эмили Самуэльсон и Эвана Бейтса они обошли на 20 баллов. На чемпионате четырёх континентов после обязательного  и оригинального танца пара шла на втором месте, но за счёт победы в произвольном танце Мэрил и Чарли стали чемпионами, сумев обыграть своих принципиальных соперников и товарищей по тренировкам (оба дуэта работают у Зуевой и Шпильбанда) канадцев Тессу Вертью и Скотта Моира. Преимущество американцев составило всего 0,58 балла. На домашнем чемпионате мира, который прошёл в Лос-Анджелесе, Дэвис и Уайт стали третьими в оригинальном и произвольном танце, но по общей сумме баллов они заняли обидное четвёртое место, уступив своим одногруппникам 0,04 балла.

### 2009/2010: Олимпийский сезон
В олимпийском сезоне для оригинального танца американцы выбрали музыку из индийского кинофильма «Девдас», а произвольный поставили под композиции из мюзикла Эндрю Ллойда Уэббера «Призрак Оперы». Дэвис / Уайт начали свой сезон на турнире Nebelhorn Trophy 2009, заняв первое место во всех сегментах соревнования. Своих ближайших преследователей они обошли на 30,87 балла.
Затем Мэрил и Чарли уверенно выиграли два этапа Гран-при: Rostelecom Cup 2009 и NHK Trophy 2009, которые позволили им пройти в финал Гран-при. В финале Гран-при они выиграли оригинальный танец, обойдя своих главных соперников Вертью / Моир почти на два балла. В произвольном танце победу одержали канадцы, но это не помешало Мэрил и Чарли выиграть свой первый финал коммерческой серии, став первыми американскими танцорами, которые сделали это.
В январе 2010 года Мэрил и Чарли стали двукратными чемпионами свой страны, победив на чемпионате США, что позволило им попасть в олимпийскую команду Соединённых Штатов Америки.

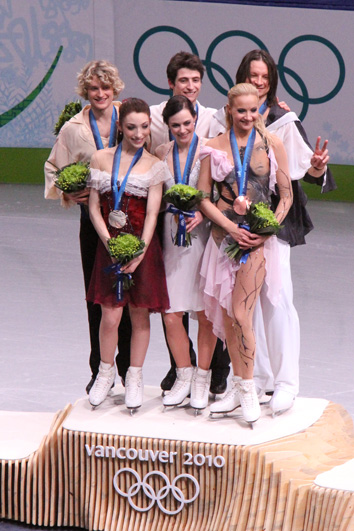
Пьедестал почёта на Олимпийских играх

С 19 по 22 февраля на зимних Олимпийских играх 2010 года в Ванкувере проходили соревнования в танцах на льду. Мэрил и Чарли в обязательном танце набрали 41,47 балла, что позволяло им идти на третьем месте. В оригинальном танце дуэт из США набрал 67,08 балла, опередив Оксану Домнину и Максима Шабалина, тем самым они вышли на второе место. Перед произвольным танцем они уступали Тессе Вертью и Скотту Моиру 2,60 балла, но опережали российский дуэт на 1,95 балла. В произвольном танце Дэвис и Уайт набрали 107,19 балла и завоевали серебряную медаль Олимпийских игр, уступив своим одногруппникам 5,83 балла. В произвольном танце они за компоненты получили одну оценку 10,00 за общее впечатление (англ. Interpretation / Timing).
Заключительным стартом сезона стал чемпионат мира 2010, который в марте проходил в итальянском городе Турин. Мэрил и Чарли уступили в обязательном и оригинальном танцах Тессе и Скотту, но смогли выиграть произвольный танец. В итоге по общей сумме баллов они полтора балла уступили канадскому дуэту, впервые став призёрами мирового первенства. Мэрил и Чарли получили несколько 10,00 за компоненты в оригинальном и произвольном танцах.

### 2010/2011: победный сезон

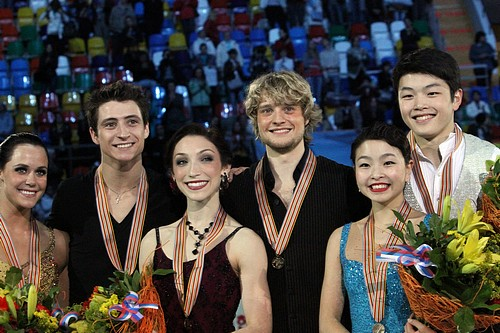
Дэвис и Уайт - чемпионы мира 2011

В первом сезоне нового цикла пара приняла участие на домашнем и японском этапах Гран-при. На этапе Гран-при в Японии, американский дуэт одержал уверенную победу, опередив ближайших преследователей почти на 24 балла. После японского этапа они решили внести некоторые коррективы в свой произвольный танец. На Skate America 2010 они одержали вторую победу в сезоне, но при этом в произвольном танце они оба упали.
Эти результаты позволили им в третий год принять участие в финале Гран-при, на котором им предстояло защищать свой титул. В финале американские спортсмены одержали победу, тем самым они стали двукратными победителями финала Гран-при по фигурному катанию, опередив Натали Пешала и Фабьяна Бурза на 9 баллов (Тесса Вертью и Скотт Моир отсутствовали из-за  травмы партнёрши).
В январе 2011 года Дэвис и Уайт стали трёхкратными чемпионами США. Они заработали 76,04 балла за свой короткий танец и 109,44 балла за произвольный танец, набрав в общей сложности 185,48 балла, одержав уверенную победу на турнире. На Чемпионате Четырех Континентов 2011 года американцы занимали второе место после короткого танца, проигрывая только Вертью и Моиру, которые вернулись после травмы партнёрши. Канадцы в итоге снялись с произвольного танца. В отсутствии главных конкурентов Дэвис и Уайт стали двукратными чемпионами четырёх континентов. После этого было запланировано участие Мэрил и Чарли на чемпионате мира, который должен был пройти в Токио, но в связи с землетрясением был перенесён в Москву и состоялся в апреле 2011 года. На чемпионате мира 2011 года они шли на втором месте после короткого танца, уступая только своим товарищам по группе, но произвольном танце они заняли первое место и благодаря этому Мэрил и Чарли впервые стали чемпионами мира, опередив действующих олимпийских и мировых чемпионов Вертью и Моира на 3,48 балла. Они вошли в историю американских танцев на льду, став первой парой из США, которая выиграла золото мирового первенства.

### 2011/2012

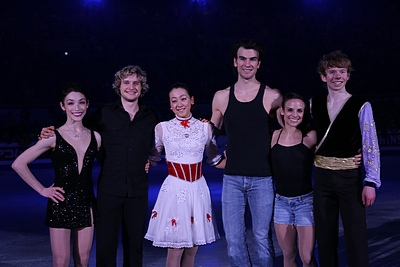
Победители чемпионата четырех континентов 2013 года

Они объявили о своем выборе музыки в августе, в том числе они заявили, что выбрали композицию из кинофильма «La Strada» в качестве музыкального сопровождения в произвольном танце. Однако, после получения отзывов от судей и официальных лиц в лагере, который каждый год проводит федерация фигурного катания США, команда решила отказаться от этой программы.
В октябре спортсмены объявили о переходе на оперетту австрийского композитора Иоганна Штрауса Летучая мышь. В этом сезоне пара была заявлена на Skate America 2011 и Rostelecom Cup 2011. Дэвис и Уайт выиграли золото на домашнем этапе, опередив на 21,78 балла Натали Пешала/Фабьяна Бурза, которые стали вторыми. В России пара набрала 179,06 балла, что было больше чем на домашнем этапе. Ближайших конкурентов они опередили на 17,88 балла и квалифицировались в финал соревнований. В Квебеке, в городе где состоялся финал серии Гран-при, Мэрил и Чарли стали трёхкратными чемпионами коммерческой серии, выиграв этот турнир третий год подряд.
В январе 2012 года было завоёвано очередное золото чемпионата США. Месяцем позже они стали серебряными призерами чемпионата четырёх континентов, уступив Тессе Вертью и Скотту Моиру, хотя американцы лидировали после короткого танца, но удержать преимущество не смогли. На чемпионате мира в Ницце американские спортсмены не смогли защитить свой титул чемпионов мира, уступив 4,03 балла фигуристам из Канады.
В апреле Мэрил и Чарли приняли участие в командном чемпионате мира, где они обошли канадцев на 5,6 балла, а сборная США завоевала серебряную медаль, уступив 2 балла фигуристам из Японии.

### 2012/2013
После увольнения Игоря Шпильбанда с арены Arctic Edge в июне 2012 года Дэвис / Уайт решили остаться на катке с Мариной Зуевой и прекратили сотрудничество со Шпильбандом. Летом стало известно, что Мэрил и Чарли примут участие в американском и японском этапах Гран-при. 
И в США, и в Японии были одержаны безоговорочные победы. В декабре Мэрил и Чарли в четвёртый раз подряд выиграли финал Гран-при, обойдя главных конкурентов из Канады на 3,56 балла.
В январе 2013 года американские танцоры выиграли свой пятый подряд национальный титул. В феврале они продолжили свой победный сезон, выиграв золотую медаль на чемпионате четырех континентах. После короткого танца они уступали канадцам 0,44 балла, но одержав победу в произвольном танце они снова стали чемпионами этого турнира. Затем на чемпионате мира, который в марте прошёл в канадском Лондоне, они выиграли оба танцы и обошли Вертью и Моира на 4,52 балла, тем самым став двукратными чемпионами мира.
Командный чемпионат мира пара решила пропустить, вместо них за команду США выступали Мэдисон Чок и Эван Бейтс.

### 2013/2014: победа на Олимпиаде в Сочи
В межсезонье пара работала над программами с Дереком Хафом и Алексом Вонгом.
В качестве музыкального сопровождения в коротком танце Мэрил и Чарли выбрали следующие музыкальные фрагменты: «I Could Have Danced All Night», «With a Little Bit of Luck» и «Get Me of the Church on Time» из фильма "Моя прекрасная леди". Произвольный танец был поставлен на сюиту «Шехеразада» Николая Римского-Корсакова.
Даже когда мы слышали эту музыку четыре-шесть лет назад, то говорили, как сильно она нам нравится. Мы чувствовали дрожь. Сейчас мы думаем, что можем использовать ее правильноМэрил Дэвис
Очевидно, что это отличная музыка, кроме того, мы всегда чувствовали контакт с ней. Марина почувствовала, что она подходит нам идеально. Мы думали о ней в прошлом сезоне, но она превосходно подходит для олимпийский программыЧарли Уайт
Впервые пара вышла на лёд на турнире U.S. International Figure Skating Classic, где заняли уверенное первое место. Мэрил и Чарли были заявлены на два этапа Гран-при: Skate America 2013 и NHK Trophy 2013. На обоих этапах были одержаны убедительные победы. В финале Гран-при между Дэвис/Уайт и Вертью/Моир развернулась серьёзная борьба за победу. В коротком танце американский дуэт набрал 77,66 балла, опередив канадцев на 0,07 балла. В произвольном танце Дэвис и Уайт дожали своих оппонентов и стали пятикратными победителями финала Гран-при, при этом они установили сразу два мировых рекордов - в произвольном танце (113,69) и по итоговой сумме баллов (191,35). Перед национальном чемпионатом Дэвис и Уайт немного изменили свой произвольный танец.
Я добавила немного эротичности в середину «Шехеразады», немного аромата любви. Совсем чуть-чуть.
Я сделала это в классическом стиле. Еще мне хотелось добавить драмы. Я хотела показать, как король пытается убежать от Шехеразады. Нужно было больше контрастаМарина Зуева, тренер пары
На чемпионате США Мэрил и Чарли в шестой раз выиграли национальный чемпионат, ранее это достижение никому не покорялось. Также Дэвис и Уайт завоевали путёвку на Олимпийские игры, которые в феврале пройдут в Сочи.

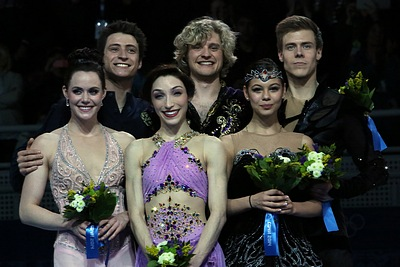
Мэрил Дэвис и Чарли Уайт - олимпийские чемпионы в танцах на льду

В Сочи Мэрил и Чарли приняли участие и в личном, и в командном первенстве. Для пары Олимпийские игры начались 8 февраля - в день, когда прошёл короткий танец в командном турнире. Мэрил и Чарли набрали 75,98 балла, тем самым они заняли первое место в категории танцоров и принесли своей команде 10 очков. После двух видов сборная США занимала седьмое место, ибо Джереми Эбботт и спортивная пара Марисса Кастелли / Саймон Шнапир выступили не лучшим образом. После выступления Дэвис / Уайт американцы поднялись на третье место. 9 февраля Мэрил и Чарли выиграли произвольный танец командного турнира, принеся своей стране 20 очков из 20 возможных. Благодаря выступлению ребят сборная США стала бронзовым призёром командного турнира, а Мэрил и Чарли добавили в свою коллекцию вторую олимпийскую медаль. Спустя неделю начались соревнования в танцах на льду, где их главными конкурентами традиционно были канадца Тесса Вертью и Скотт Моир, которые 4 года назад стали олимпийскими чемпионами. 16 февраля прошли соревнования в коротком танце, где Мэрил и Чарли установили новый мировой рекорд, набрав 78,89 балла. Они оторвались от главных конкурентов на 2,56 балла. В коротком танце они получили от судей пятнадцать оценок 10,00 за компоненты: шесть за качество исполнения (англ. Performance / Execution), четыре за хореографию (англ. Composition / Choreography), пять за общее впечатление (англ. Interpretation / Timing). Судьба олимпийского золото была в руках самих ребят. На следующий день танцоры продемонстрировали свои произвольные танцы. Мэрил и Чарли закрывали соревнования танцоров и сделали это блестяще: получив за произвольный танец 116,63 балла, они впервые в истории американских танцев на льду стали Олимпийскими Чемпионами, установив при этом новый мировой рекорд. В произвольном танце они получили от судей двадцать пять оценок 10,00 за компоненты: одну за владение коньком (англ. Skating Skills), шесть за качество исполнения (англ. Performance / Execution), все девять судей поставили максимальные оценки за хореографию (англ. Composition / Choreography) и за общее впечатление (англ. Interpretation / Timing), что ещё не удавалось ни одной танцевальной паре после введения новой судейской системы.. Таким образом, они собрали медали Олимпийских игр каждого достоинства: «золото» и «серебро» в личных турнирах (2014 и 2010 соответственно) и «бронза» в командном турнире (2014).

## Жизнь после любительского спорта
Мэрил Дэвис и Чарли Уайт продолжают выступать вместе в ледовых шоу, а Чарли работал на телевидении в качестве комментатора танцев на льду. В феврале 2017 года они подтвердили, что не будут возобновлять карьеру.

## Программы
| Сезон     | Короткий танец | Произвольный танец                                                                                         | Показательные                                                                                           |
| --------- | --- | --- | --- |

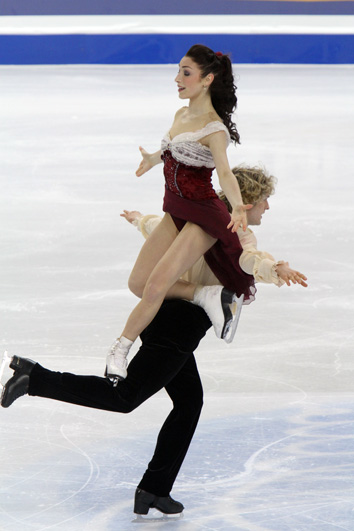
Дэвис и Уайт выполняют поддержку на чемпионате мира 2010

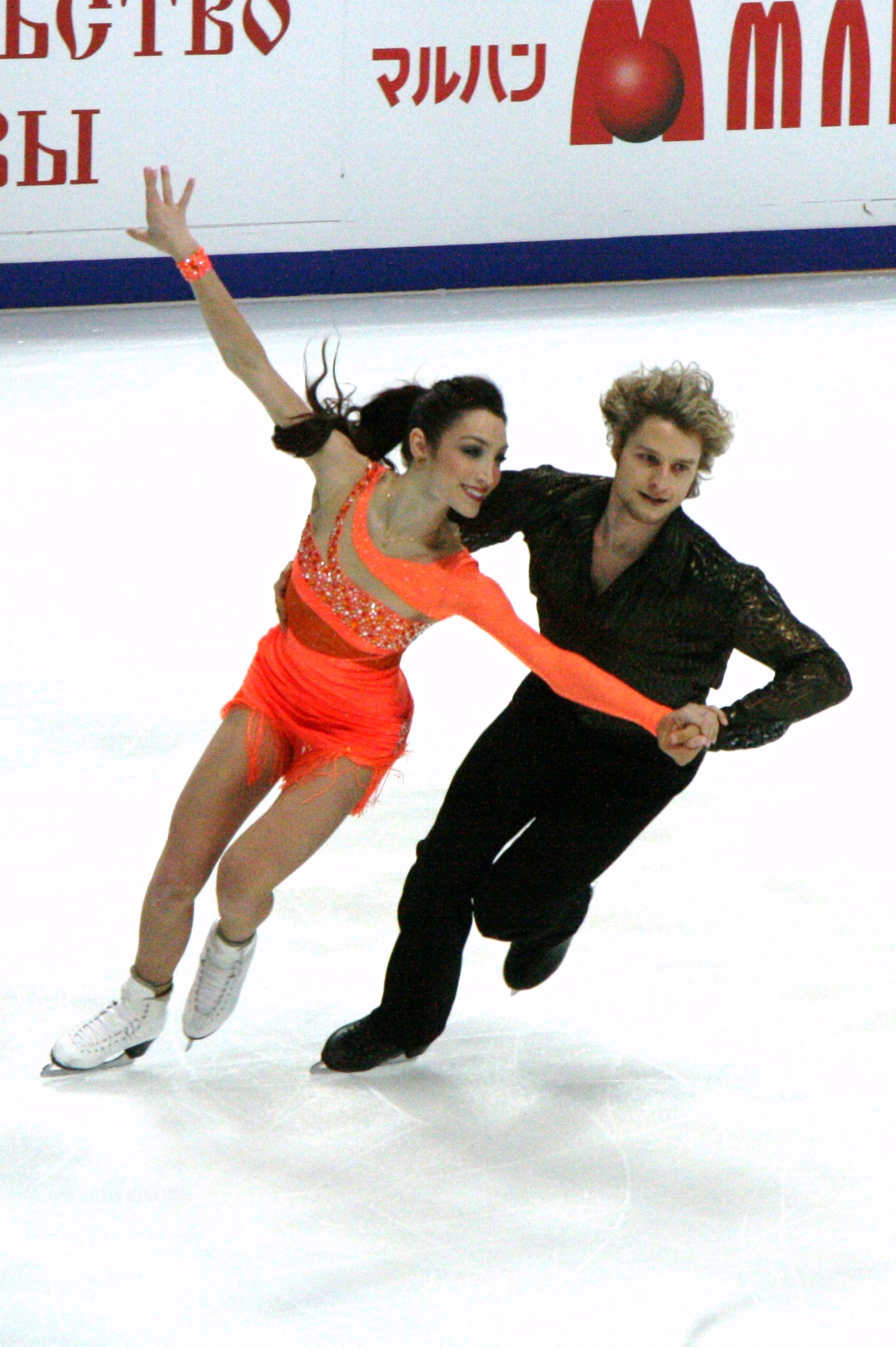
Мэрил и Чарли на российском этапе Гран-при

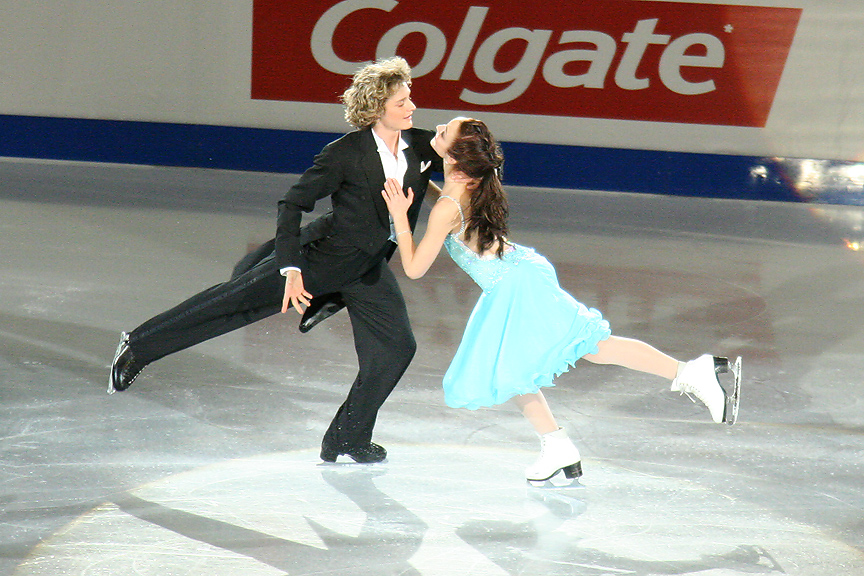
Дэвис и Уайт выполняют показательную программу на турнире «Skate Canada» в 2006 году.

| 2013/2014 | I Could Have Danced All Night With a Little Bit of Luck Get Me of the Church on Time из мюзикла Моя прекрасная леди Фредерик Лоу                                              | Шехеразада Николай Римский-Корсаков                                                                        | Fade into you Сэм Палладио и Клер Боуэн из сериала Нэшвилл Концерт для фортепиано № 2 Сергей Рахманинов |
| 2012/2013 | Марш Вальс Полька из балета Жизель Адольф Адан | Нотр-Дам де Пари Риккардо Коччанте                                                                         | Fade into you Сэм Палладио и Клер Боуэн из сериала Нэшвилл                                              |
| 2011/2012 | Самба: Batucadas Mitoka Samba Румба: Life is a Carnival Самба: On the Floor Дженнифер Лопес                                                                                   | Летучая мышь Иоганн Штраус-сын                                                                             | Someone Like You Адель                                                                                  |
| 2010/2011 | Травиата Джузеппе Верди Богема Джакомо Пуччини | Почтальон Луис Бакалов Payadora (Forever Tango) Лисандро Адровер Recuerdo (Forever Tango) Лисандро Адровер | The Way I Am Ингрид Майклсон Rhythm of Love Plain White T's                                             |
|           | Оригинальный танец | Произвольный танец                                                                                         | Показательные                                                                                           |
| 2009/2010 | Kajra Re саундтрек из фильма «Bunty Aur Babli» Шанкар Махадеван, Эсан Нурани и Лой Мендоза Silsila Ye Chahat Ka Dola Re Dola саундтрек из фильма «Девдас» Самир и Нусрет Бадр | Overture Music of the Night Point of No Return из мюзикла «Призрак Оперы» Эндрю Ллойд Уэббер               | Billie Jean Майкл Джексон исполнил Дэвид Кук                                                            |
| 2008/2009 | Happy Feet Джек Йеллен и Милтон Эджер 20’s Piano Original Composition Джо Ладук                                                                                               | Bacchanale из оперы «Самсон и Далила» Камиль Сен-Санс S’Apre Per Te Il Mio Cuore Филиппа Джиордано         | Don't Stop Me Now Queen                                                                                 |
| 2007/2008 | Калинка Иван Ларионов | Eleanor’s Dream Eleanor Rigby The Beatles                                                                  | У моря Бобби Дарин исполнил Кевин Спейси                                                                |
| 2006/2007 | A Los Amigos Астор Пьяццолла | Князь Игорь из балета «Половецкие пляски» Александр Бородин                                                | У моря Бобби Дарин исполнил Кевин Спейси                                                                |
| 2005/2006 | Ran Kan Kan — En Los Pasos de mi Padre Тито Пуэнте Bésame Mucho из Un Bolero Por Favor Консуэло Веласкес исполнила Нана Мускури                                               | Sarabande Георг Гендель                                                                                    | |
| 2004/2005 | Bésame Mucho из Un Bolero Por Favor Консуэло Веласкес исполнила Нана Мускури                                                                                                  | Sarabande Георг Гендель                                                                                    | |
| 2003/2004 | Pennsylvania 6-5000 That’s All Right This Cat’s on a Hot Tin Roof | Hasta Que te Conoci De Mis Manos Voy a Conquistarte Que Viva la Alegria Рауль ди Бласио                    | |
| 2002/2003 | Летучая мышь Иоганн Штраус | Шоколад Рэйчел Портман                                                                                     | |

## Спортивные достижения

### В танцах

#### после 2007 года
| Соревнования                                    | 2007—2008 | 2008—2009 | 2009—2010 | 2010—2011 | 2011—2012 | 2012—2013 | 2013—2014 |
| ----------------------------------------------- | --------- | --------- | --------- | --------- | --------- | --------- | --------- |
| Олимпийские игры                                |           |           | 2         |           |           |           | 1         |
| Зимние Олимпийские игры. Командные соревнования |           |           |           |           |           |           | 3         |
| Чемпионаты мира                                 | 6         | 4         | 2         | 1         | 2         | 1         |           |
| Чемпионаты четырёх континентов                  | 2         | 1         |           | 1         | 2         | 1         |           |
| Чемпионаты США                                  | 2         | 1         | 1         | 1         | 1         | 1         |           |
| Финалы Гран-при                                 |           | 3         | 1         | 1         | 1         | 1         | 1         |
| Этапы Гран-при: NHK Trophy                      |           |           | 1         | 1         |           | 1         | 1         |
| Этапы Гран-при: Cup of Russia                   |           | 3         | 1         |           | 1         |           |           |
| Этапы Гран-при: Skate Canada                    |           | 1         |           |           |           |           |           |
| Этапы Гран-при: Trophée Eric Bompard            | 3         |           |           |           |           |           |           |
| Этапы Гран-при: Skate America                   | 4         |           |           | 1         | 1         | 1         | 1         |
| Nebelhorn Trophy                                |           |           | 1         |           |           |           |           |

к — командные соревнования

#### до 2007 года
| Соревнования                        | 2000—2001 | 2001—2002 | 2002—2003 | 2003—2004 | 2004—2005 | 2005—2006 | 2006—2007 |
| ----------------------------------- | --------- | --------- | --------- | --------- | --------- | --------- | --------- |
| Чемпионаты мира                     |           |           |           |           |           |           | 7         |
| Чемпионаты четырёх континентов      |           |           |           |           |           |           | 4         |
| Чемпионат мира среди юниоров        |           |           |           | 13        |           | 3         |           |
| Чемпионаты США                      | 6N.       | 2N.       | 7J.       | 2J.       |           | 1J.       | 3         |
| Этапы Гран-при: Skate Canada        |           |           |           |           |           |           | 4         |
| Этапы Гран-при: NHK Trophy          |           |           |           |           |           |           | 4         |
| Финалы юниорского Гран-при          |           |           |           |           |           | 2         |           |
| Этапы юниорского Гран-при, Андорра  |           |           |           |           |           | 2         |           |
| Этапы юниорского Гран-при, Болгария |           |           |           |           |           | 1         |           |
| Этапы юниорского Гран-при, Румыния  |           |           |           |           | 3         |           |           |
| Этапы юниорского Гран-при, Белград  |           |           | 6         |           | 3         |           |           |
| Этапы юниорского Гран-при, Япония   |           |           |           | 4         |           |           |           |
| Этапы юниорского Гран-при, Чехия    |           |           |           | 4         |           |           |           |
| Этапы юниорского Гран-при, Германия |           |           | 8         |           |           |           |           |

- N = детский уровень; J = юниорский уровень

### В одиночном катании
| Соревнования                   | 2002—2003 | 2003—2004 | 2004—2005 | 2005—2006 |
| ------------------------------ | --------- | --------- | --------- | --------- |
| Чемпионаты США                 | 10N.      | 3N.       |           | 9J.       |
| Этапы юниорского Гран-при, США |           |           | 7         |           |
| North American Challenge Skate | 5N.       | 2N.       | 6J.       |           |
| Midwestern Sectionals          | 4N.       | 1N.       |           | 1J.       |

- N = детский уровень; J = юниорский уровень

## Подробные результаты

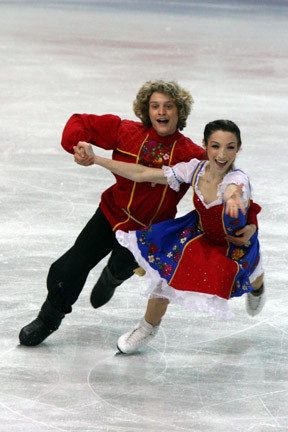
Дэвис и Уайт на чемпионате мира 2008

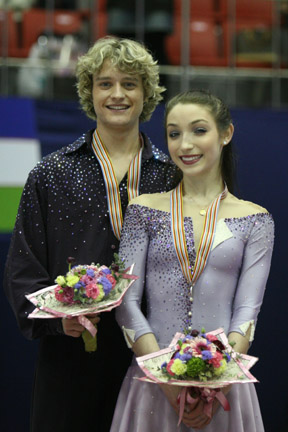
Американская пара на подиуме чемпионата четырёх континентов 2008

Малые медали за короткую и произвольную программы вручаются только на чемпионатах под эгидой ИСУ.
| Сезон 2013/2014          | Сезон 2013/2014                             | Сезон 2013/2014 | Сезон 2013/2014 | Сезон 2013/2014 | Сезон 2013/2014 |
| Дата                     | Соревнование                                | SD              | FD              | Общее           |                 |
| ------------------------ | ------------------------------------------- | --------------- | --------------- | --------------- | --------------- |
| 16—17 февраля 2014       | XXII Зимние Олимпийские игры 2014           | 1 78,89         | 1 116,63        | 1 195,52        |                 |
| 6—9 февраля 2014         | XXII Зимние Олимпийские игры 2014 (команда) | 1 75,98         | 1 114,34        | 3               |                 |
| 5–12 января 2014         | Чемпионат США 2014                          | 1 80,69         | 1 119,50        | 1 200,19        |                 |
| 5—8 декабря 2013         | Финал Гран-при 2013/2014                    | 1 77,66         | 1 113,69        | 1 191,35        |                 |
| 8–10 ноября 2013         | NHK Trophy 2013                             | 1 73,70         | 1 112,95        | 1 186,65        |                 |
| 18–20 октября 2013       | Skate America 2013                          | 1 75,70         | 1 112,53        | 1 188,23        |                 |
| 11–15 сентября 2013      | U.S International Classic 2013              | 1 73,67         | 1 110,02        | 1 183,69        |                 |
| Сезон 2012/2013          |                                             |                 |                 |                 |                 |
| Дата                     | Соревнование                                | SD              | FD              | Общее           |                 |
| 10—17 марта 2013         | Чемпионат мира 2013                         | 1 77,12         | 1 112,44        | 1 189,56        |                 |
| 6—11 февраля 2013        | Чемпионат четырёх континентов 2013          | 2 74,68         | 1 112,68        | 1 187,36        |                 |
| 19–27 января 2013        | Чемпионат США 2013                          | 1 79,02         | 1 118,42        | 1 197,44        |                 |
| 6—9 декабря 2012         | Финал Гран-при 2012/2013                    | 1 73,20         | 1 110,19        | 1 183,39        |                 |
| 23–25 ноября 2012        | NHK Trophy 2012                             | 1 69,86         | 1 108,62        | 1 178,48        |                 |
| 19–21 октября 2012       | Skate America 2012                          | 1 71,39         | 1 104,98        | 1 176,28        |                 |
| Сезон 2011/2012          |                                             |                 |                 |                 |                 |
| Дата                     | Соревнование                                | SD              | FD              | Общее           |                 |
| 26 марта — 1 апреля 2012 | Чемпионат мира 2012                         | 2 70,98         | 2 107,64        | 2 178,62        |                 |
| 7—12 февраля 2012        | Чемпионат четырёх континентов 2012          | 1 72,15         | 2 107,25        | 2 179,40        |                 |
| 22–29 января 2012        | Чемпионат США 2012                          | 1 76,89         | 1 114,65        | 1 191,54        |                 |
| 8—11 декабря 2011        | Финал Гран-при 2011/2012                    | 1 76,17         | 2 112,38        | 1 188,55        |                 |
| 25–27 ноября 2011        | Rostelecom Cup 2011                         | 1 69,94         | 1 109,12        | 1 179,06        |                 |
| 21–23 октября 2011       | Skate America 2011                          | 1 70,33         | 1 107,74        | 1 178,07        |                 |
| Сезон 2010/2011          |                                             |                 |                 |                 |                 |
| Дата                     | Соревнование                                | SD              | FD              | Общее           |                 |
| 24 апреля — 1 мая 2011   | Чемпионат мира 2011                         | 2 73,76         | 1 111,51        | 1 185,27        |                 |
| 15—20 февраля 2011       | Чемпионат четырёх континентов 2011          | 2 69,01         | 1 103,02        | 1 172,03        |                 |
| 22–30 января 2011        | Чемпионат США 2011                          | 1 76,04         | 1 109,44        | 1 185,48        |                 |
| 9–12 декабря 2010        | Финал Гран-при 2010/2011                    | 1 68,64         | 1 102,94        | 1 171,58        |                 |
| 12–14 ноября 2010        | Skate America 2010                          | 1 63,62         | 1 93,06         | 1 156,68        |                 |
| 22–24 октября 2010       | NHK Trophy 2010                             | 1 66,97         | 1 98,24         | 1 165,21        |                 |

| Сезон 2009/2010            | Сезон 2009/2010                    | Сезон 2009/2010 | Сезон 2009/2010 | Сезон 2009/2010 | Сезон 2009/2010 |
| Дата                       | Соревнование                       | CD              | OD              | FD              | Общее           |
| -------------------------- | ---------------------------------- | --------------- | --------------- | --------------- | --------------- |
| 22—28 марта 2010           | Чемпионат мира 2010                | 2 43,25         | 2 69,29         | 1 110,49        | 2 223,03        |
| 19—22 февраля 2010         | XXI Зимние Олимпийские игры 2010   | 3 41,47         | 2 67,08         | 2 107,19        | 2 215,74        |
| 14–24 января 2010          | Чемпионат США 2010                 | 1 45,42         | 1 68,11         | 1 108,76        | 1 222,29        |
| 3—6 декабря 2009           | Финал Гран-при 2009/2010           | N/A             | 1 65,80         | 2 103,64        | 1 169,44        |
| 5–8 ноября 2009            | NHK Trophy 2009                    | 1 38,09         | 1 63,09         | 1 100,79        | 1 201,97        |
| 22–25 октября 2009         | Rostelecom Cup 2009                | 1 37,87         | 1 62,21         | 1 101,02        | 1 201,10        |
| 23–26 сентября 2009        | Nebelhorn Trophy 2009              | 1 37,62         | 1 62,08         | 1 100,76        | 1 200,46        |
| Сезон 2008/2009            |                                    |                 |                 |                 |                 |
| Дата                       | Соревнование                       | CD              | OD              | FD              | Общее           |
| 24—28 марта 2009           | Чемпионат мира 2009                | 4 37,73         | 3 62,60         | 3 100,03        | 4 200,36        |
| 2—8 февраля 2009           | Чемпионат четырёх континентов 2009 | 2 35,23         | 2 60,42         | 1 96,74         | 1 192,39        |
| 18–25 января 2009          | Чемпионат США 2009                 | 1 39,93         | 1 61,93         | 1 99,82         | 1 201,68        |
| 10–14 декабря 2008         | Финал Гран-при 2008/2009           | N/A             | 5 55,89         | 3 92,15         | 3 148,04        |
| 20–23 ноября 2008          | Cup of Russia 2008                 | 3 35,77         | 8 43,68         | 2 91,16         | 3 170,61        |
| 31 октября – 2 ноября 2008 | Skate Canada International 2008    | 1 34,29         | 1 56,36         | 1 88,24         | 1 178,89        |
| Сезон 2007/2008            |                                    |                 |                 |                 |                 |
| Дата                       | Соревнование                       | CD              | OD              | FD              | Общее           |
| 16—23 марта 2008           | Чемпионат мира 2008                | 7 34,80         | 7 60,36         | 6 96,03         | 6 191,19        |
| 11—17 февраля 2008         | Чемпионат четырёх континентов 2008 | 2 37,36         | 2 61,93         | 2 100,16        | 2 199,45        |
| 20–27 января 2008          | Чемпионат США 2008                 | 2 40,59         | 2 62,69         | 2 103,54        | 2 206,82        |
| 15–18 ноября 2007          | Trophée Eric Bompard 2007          | 4 31,74         | 3 55,25         | 3 89,22         | 3 176,21        |
| 26–28 октября 2007         | Skate America 2007                 | 5 30,16         | 4 52,84         | 4 85,79         | 4 168,79        |
| Сезон 2006/2007            |                                    |                 |                 |                 |                 |
| Дата                       | Соревнование                       | CD              | OD              | FD              | Общее           |
| 20—25 марта 2007           | Чемпионат мира 2007                | 10 31,15        | 8 55,82         | 7 92,17         | 7 179,14        |
| 7—10 февраля 2007          | Чемпионат четырёх континентов 2007 | 3 33,68         | 4 54,66         | 5 91,35         | 4 179,69        |
| 21–28 января 2007          | Чемпионат США 2007                 | 2 36,18         | 4 54,72         | 3 93,21         | 3 184,11        |
| 1–3 декабря 2006           | NHK Trophy 2006                    | 4 29,98         | 4 52,86         | 4 86,65         | 4 169,49        |
| 2—5 ноября 2006            | Skate Canada 2006                  | 8 25,53         | 3 52,30         | 4 84,83         | 4 162,66        |

SD = короткий танец; CD = обязательный танец; OD = оригинальный танец; FD = произвольный танец.